# Dyrenes Karneval
Dyrenes Karneval (fransk: Le carnaval des animaux) er en orkestersuite af den franske komponist Camille Saint-Saëns. Værket blev skrevet i 1886 til en privat lejlighed og komponisten ønskede ikke at værket blev opført offentligt. Kort tid før han døde gav han dog tilladelse til en udgivelse, og værket er i dag en af Saint-Saëns' mest kendte kompositioner.
- Wikimedia Commons har flere filer relateret til Dyrenes Karneval

| Musik | Spire Denne musikartikel er en spire som bør udbygges. Du er velkommen til at hjælpe Wikipedia ved at udvide den. |